# Pimelea sylvestris
Pimelea sylvestris är en tibastväxtart som beskrevs av Robert Brown. Pimelea sylvestris ingår i släktet Pimelea och familjen tibastväxter. Inga underarter finns listade i Catalogue of Life.